# 河野ヨシユキ
河野 ヨシユキ（こうの よしゆき、1943年2月25日 - ）は、日本の歌手。少年期にボーイソプラノ歌手としてデビュー、のちジャズ歌手。

## 人物
神奈川県横浜市出身。童謡歌手（ボーイソプラノ）として、1954年に11歳で日本コロムビアよりレコードデビューした。
1954年の「第5回NHK紅白歌合戦」に11歳310日で初出場し、「キツツキの赤いトランク」（作詞作曲・米山正夫）を歌う。この出場により「NHK紅白歌合戦」の最年少出場歌手となった。この記録は2008年の「第59回NHK紅白歌合戦」に9歳237日で紅組から出場した大橋のぞみ（藤岡藤巻と大橋のぞみ）に破られるまで54年間続いた（その後、ソロ歌手及び白組の最年少出場記録も2011年の「第62回NHK紅白歌合戦」で紅組から出場した芦田愛菜の7歳193日、白組から出場した鈴木福の7歳199日にそれぞれ更新された）。
1955年には女優・浅丘ルリ子のデビュー作の映画『緑はるかに』（日活）の主題歌を安田祥子（由紀さおりの姉）と歌っている。
1957年にラジオ・KRテレビ版テレビドラマ『赤胴鈴之助』の主題歌を歌い、レコード売上5万枚と当時の子供向けレコードとしては高い売上を記録した。
その後、『ツイスト天国』などのポピュラーソングを歌い、ヒットさせている。
現在はジャズシンガーとして活動している。
2012年6月24日放映の「NHK歌謡コンサート」（NHK総合。於：NHKホール）に出演し、『赤胴鈴之助の歌』を歌唱した。

## 代表曲
- キツツキの赤いトランク（1954年）
- テレビてん助漫遊記（1955年）
- 街のヨーデル唄い（1955年）
- 緑はるかに（1955年、同名映画の主題歌）
- 赤胴鈴之助の歌（1957年、同名ラジオドラマ・KRテレビ版テレビドラマの主題歌）
- ツイスト天国（1962年）
- 君こそすべて
- スージー・ベビー

## NHK紅白歌合戦出場歴
| 1954年（昭和29年）/第5回                                                                                                   | キツツキの赤いトランク | 川田孝子 |
| 1955年（昭和30年）/第6回                                                                                                   | 街のヨーデル唄い       | 川田孝子 |
| - 第5回と第6回の両方とも、ラジオ中継による音声が現存する。 - 第5回の音声は、2004年にNHKラジオ第1の番組内で紹介されている。 |                        |          |